# Dragomir Kastratović
Dragomir Kastratović (Berane, 6. travnja 1929. – Zagreb, 8. lipnja 2006.) hrvatski i crnogorski novinar

## Životopis
Gimnaziju je završio u Ivangradu (Beranama), studirao je na Filozofskom fakultetu u Beogradu. Prve je književne tekstove objavio u časopisima Susreti, Vidici, Stvaranje, Život, Svijetu, reportaže i druge novinske priloge objavljivao je u Pobjedi, Slobodnoj Dalmaciji, Našem vesniku, Globusu, Narodnom listu itd. Radio i radijske reportaže.
Radi profesionalno kao novinar od 1958. godine u Globusu do njegovog gašenja 1963., kad prelazi u Vjesnik u srijedu, čiji je bio posebni izvjestitelj iz Italije, Bugarske, Mađarske, Rumunjske i Čehoslovačke sve do 1971. godine.
Proslavio se političkim analizama, komentarima i reportažama pod pseudonimom Drago Tović – među prvima je pisao o nemirima na Kosovu, t.zv. Praškom proljeću, policijskim dosjeima građana, položaju Makedonaca u Grčkoj i srbijanskoj promidžbi u Hrvatskoj 1971. God. 1972. u promijenjenim političkim prilikama ograničeno mu je pravo na objavljivanje;, optužen je kao sudionik hrvatskog proljeća. Sklonjen je u revijalna, politički nevažna izdanja VPA za lektora i korektora.
Angažirao se je u politici u demokratizacijskim procesima krajem 1980-ih. Od 1989. do 1994. suutemeljitelj je SDSH čiji je bio potpredsjednik.
Uređivao je tjednik Slobodnu Hrvatsku.

## Knjige
- Budne oči zla. Zagreb 1988.
- Proljeće moderne Hrvatske. Zagreb 2002.
- Vrhovi i ponori crnogorskog identiteta. Zagreb 2005.